# Grzyby poliporoidalne

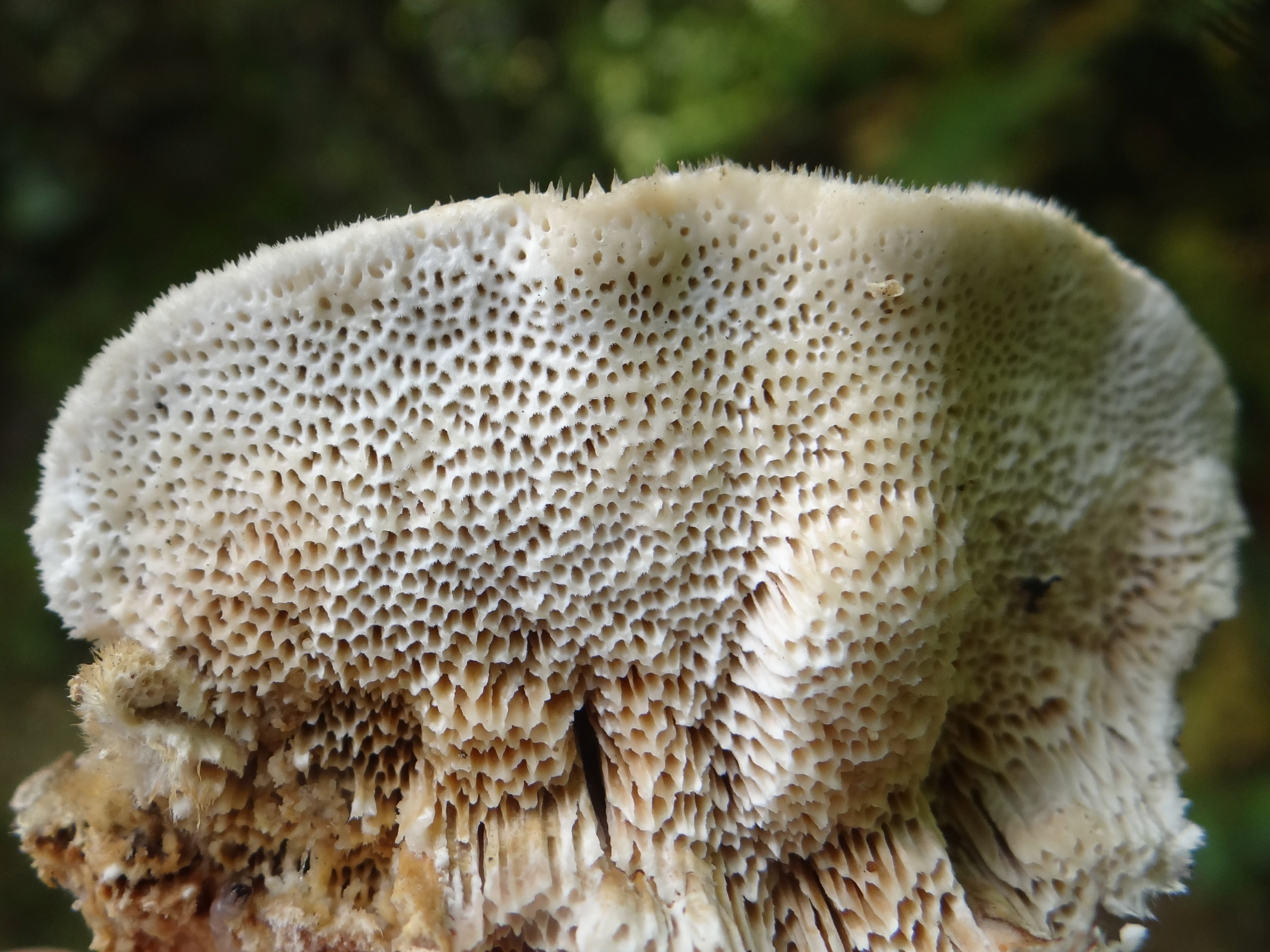
Hymenofor włochatki jasnej

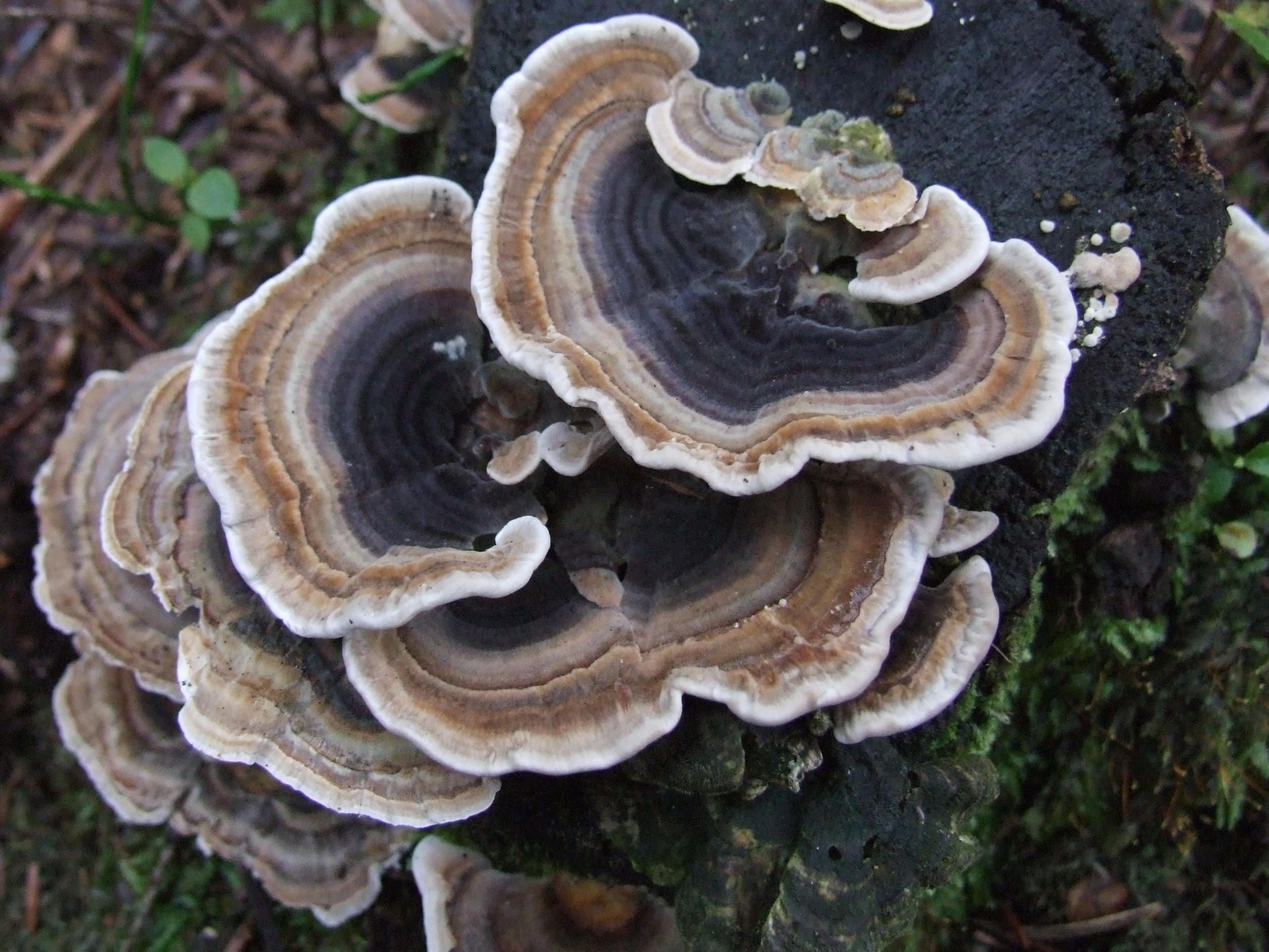
Wrośniak różnobarwny

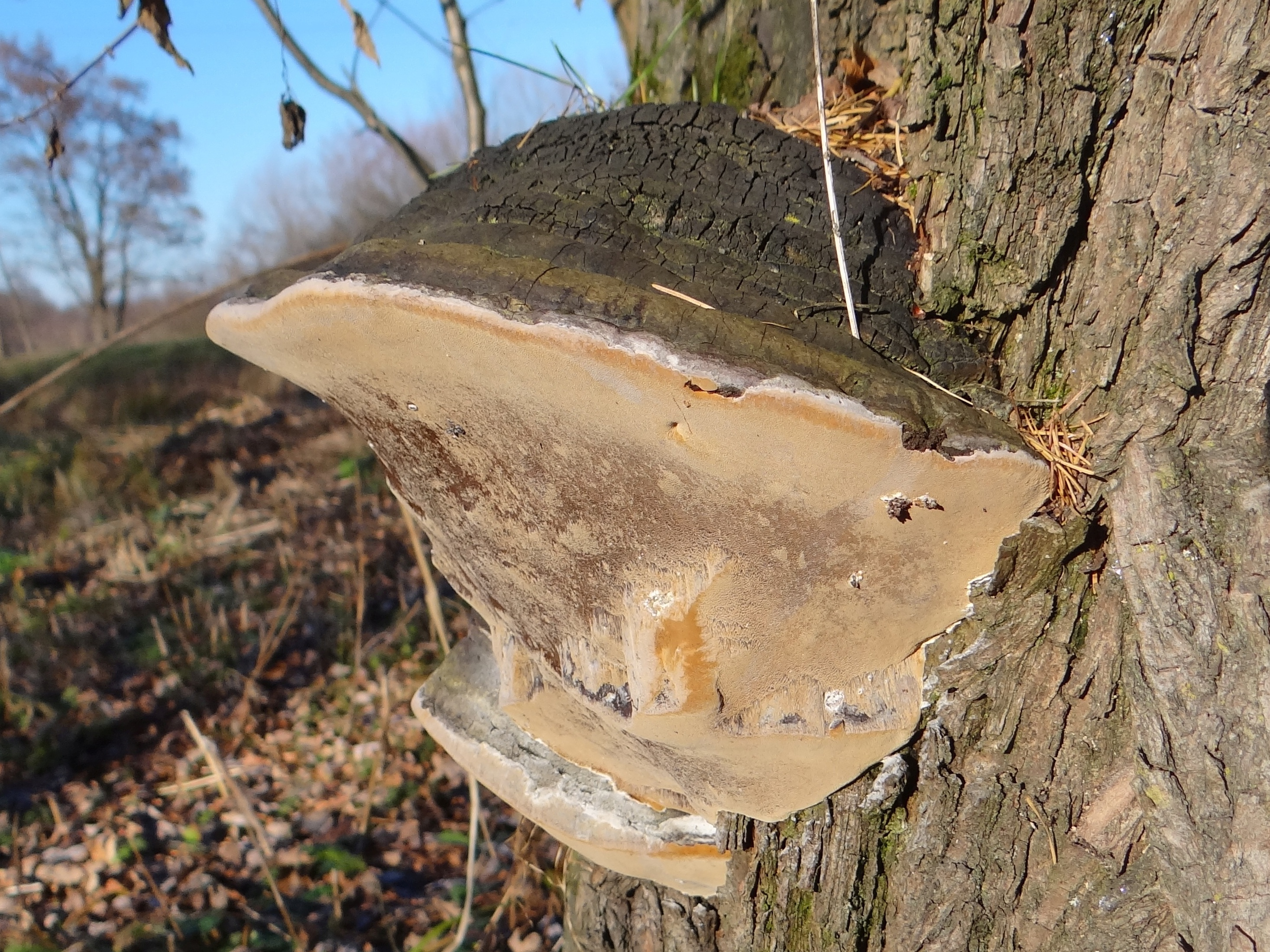
Czyreń ogniowy

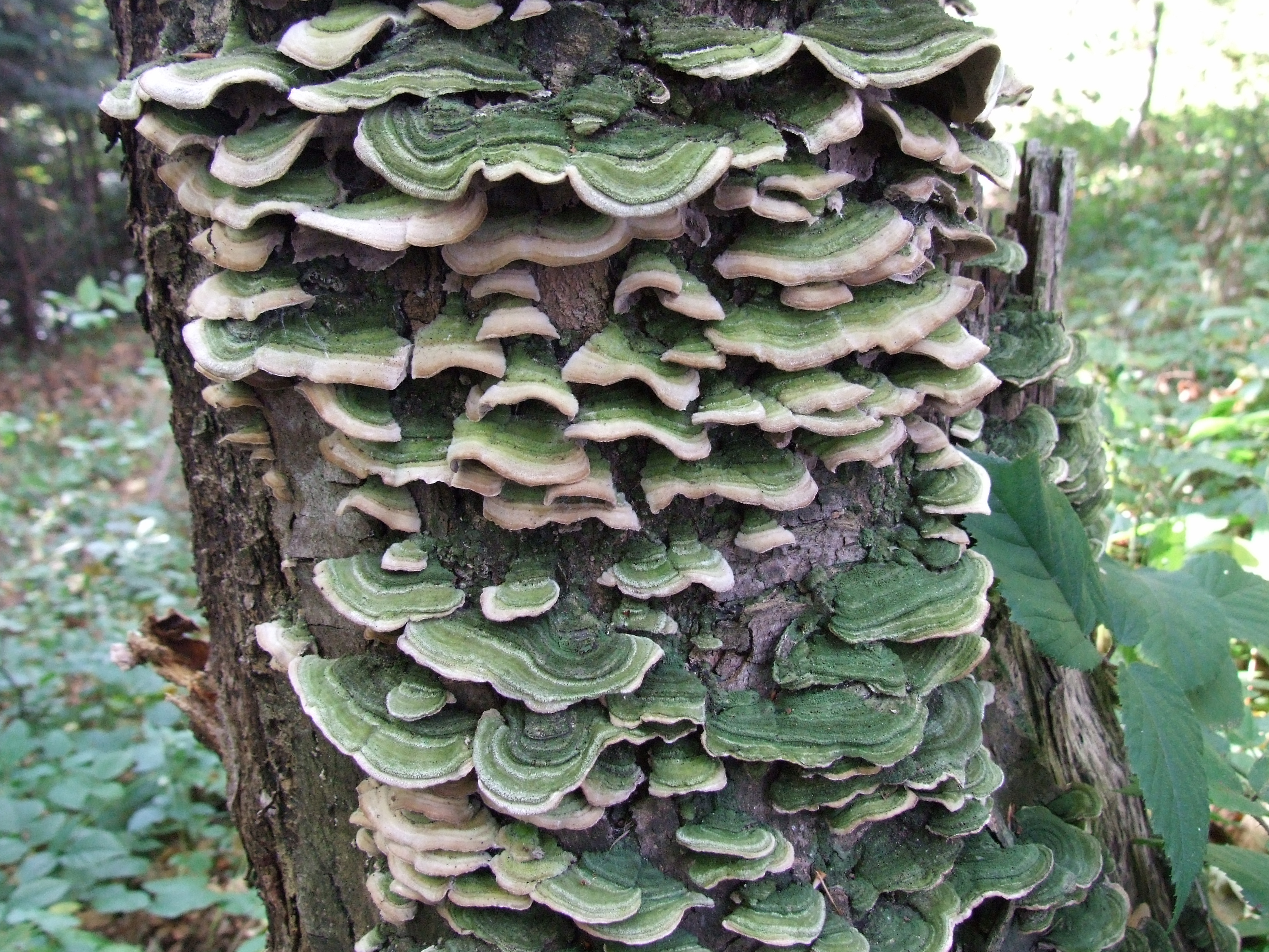
Wrośniak szorstki

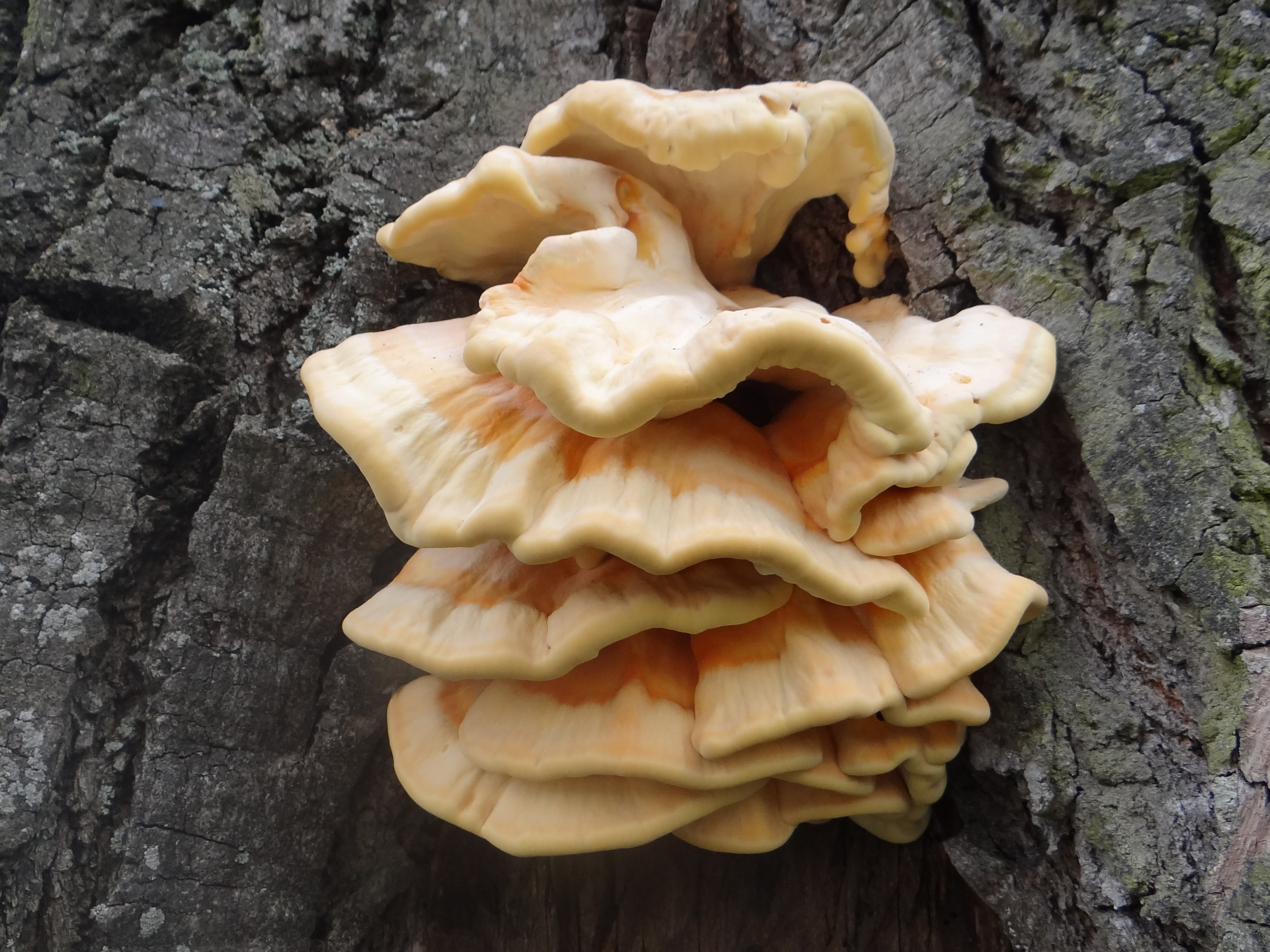
Żółciak siarkowy

Grzyby poliporoidalne (ang. polypores, poroid fungi), w skrócie polipory – nieformalna morfologiczno-biologiczna grupa grzybów afylloforoidalnych. Należą do niej podstawczaki wytwarzające typowy hymenofor rurkowy. W Europie są 393 gatunki grzybów poliporoidalnych. Do roku 2002 na obszarze Polski odnotowano 222 gatunki grzybów poliporoidalnych. Większość gatunków zaliczana jest do 4 rodzin: lakownicowate (Ganodermaceae), szczeciniakowate (Hymenochaetaceae), żagwiowate (Polyporaceae) i powłocznikowate (Corticiaceae).

## Morfologia i rozwój
Rozwój
Zanim wytworzą owocniki, najpierw następuje wegetatywny rozwój ich grzybni. W podłożu tworzą rozległą sieć strzępek, z której na powierzchnię podłoża może wyłaniać się mata grzybnia i z której, często po dłuższym czasie, rozwija się bazydiokarp (owocnik). Wyraźne stadia bezpłciowe (anamorficzne) są raczej rzadkie, w niektórych przypadkach są one całkowicie oddzielone od stadium płciowego (teleomorficznego), np. u żółciaka siarkowego (Laetiporus sulfoneus). Najczęściej stadia bezpłciowe i płciowe występują jednocześnie, rozdzielone są rzadko, na przykład u drobnoporka sproszkowanego (Postia ptychogaster), u którego anamorfa rozwija się wcześniej niż teleomorfa.
Morfologia
Grzyby poliporoidalne mogą być na podłożu rozpostarte, rozpostarto-odgięte, rozproszone lub siedzące (przyrośnięte do podłoża bokiem lub grzbietem), tylko nieliczne to grzyby kapeluszowe. Owocniki siedzące pod względem kształtu mogą być rozpostarte (resupinowate), łopatkowate, kopytkowate, trójkątne, garbkowate, półkoliste, wachlarzowate. Ich powierzchnia może być gładka, aksamitna, owłosiona, popękana. Gdy jest gładka, może być matowa lub błyszcząca, a czasami może mieć wyraźną skórkę. W większości przypadków skórka ta nie ma specjalnej struktury, ale np. u wielu gatunków Ganoderma jest wyraźna i składa się z gęstej palisady maczugowatych zakończeń strzępek. Powierzchnia owocnika może być strefowana lub niestrefowana. Strefowanie w postaci promienistych linii i wypukłości jest skutkiem nierównomiernego wzrostu w różnych okresach wegetacji i staje się bardziej widoczne po wysuszeniu owocników (na eksykatach). U wielu gatunków włoski pokrywające owocnik z wiekiem zanikają lub zlepiają się z powierzchnią w postaci brodawek lub linii kępek, jak np. u niszczycy płotowej (Gloeophyllum sepiarium). Na owocnikach wieloletnich często osadzają się glony, nadając im zielony kolor. U niektórych gatunków pod włoskami znajduje się wyraźna, ciemna skórka i gdy z czasem włoski wypadną, często strefowo, odsłania się ona silnie kontrastując z jaśniejszym kolorem kutykuli. Przykładem jest wrośniak różnobarwny (Trametes versicolor), u którego liczba stref i ich kolor mogą się znacznie różnić. U wielu gatunków wieloletnich kapelusz może z wiekiem pękać, tworząc promieniste linie lub nieregularny, kanciasty wzór.
U wielu gatunków owocnik ma wyraźny kolor, który pozostaje niezmieniony przez cały okres jego życia. Dotyczy to wielu gatunków o różnych odcieniach brązu, w których barwnikiem są polifenole. U innych gatunków kolor może blaknąć, ponieważ pigmenty w górnej warstwie ulegają niszczeniu przez warunki atmosferyczne. Szczególnie wyraźnie widać to u gęstoporka cynobrowego (Pycnoporus cinnabarinus), młode okazy są jaskrawoczerwone, starsze silnie wypłowiałe. Gatunki białe i jasne natomiast często ciemnieją z wiekiem, gdy górna warstwa strzępek zapada się i staje się ciemniejsza, co skutkuje powstaniem wyraźnej strefy od podstawy do brzegu, gdzie aktywnie rozwijają się nowe strzępki. Na przykład u Phellinus często można zobaczyć czarniawe owocniki o brzegu białawym do bladożóltego, w którym strzępki są nadal cienkościenne i prawie szkliste, podczas gdy w części podstawnej są grubościenne, ciemno zabarwione i sklejone w praktycznie niezniszczalną masę.
U niektórych gatunków brzeg owocnika jest sterylny i mniej więcej równy, a jego szerokość wynosi jednego do kilku mm, często jest też biały lub jasny. Ponieważ składa się z młodych i nadal rosnących strzępek, jest miękki i delikatnie włochaty. U innych na brzegu tworzą się pasma strzępek (sznury grzybniowe), często w specyficzny sposób. U innych gatunków brzeg może kończyć się gwałtownie, z prawie pionowym nachyleniem.
Czas życia
Są wśród nich zarówno owocniki jednoroczne, jak wieloletnie. Owocniki jednoroczne zazwyczaj są mięsiste, lub włóknisto-skórzaste, owocniki wieloletnie są skorupiaste, chrząstkowate, korkowate lub zdrewniałe. Wielkość owocników może wynosić od kilku mm nawet do kilku metrów (np. rozpostarte owocniki rosnące na powalonych pniach drzew).
Konsystencja, smak, zapach
Większość poliporów nie ma wyraźnego smaku ani zapachu, ale niektóre, np. iwoporek anyżkowy (Haploporus odorus), wrośniak anyżkowy (Trametes suaveolens) i niszczyca anyżkowa (Gloeophyllum odoratum) mają bardzo wyraźne zapachy. Nie ma wśród poliporów gatunków trujących, ale wiele z nich ma gorzki smak. Jadalnych gatunków jest niewiele.

## Znaczenie
Grzyby poliporoidalne ze względu na duże znaczenie w przyrodzie i gospodarce człowieka są jedną z najlepiej przebadanych grup grzybów. Są głównie saprotrofami, rzadziej pasożytami, nieliczne są grzybami mykoryzowymi. Rozwijają się głównie na drewnie drzew i krzewów. Niektóre zasiedlają tylko określone gatunki drzew, inne żyją tylko na drewnie iglastym lub liściastym, niektóre potrafią na drewnie liściastym i iglastym. W zależności od wytwarzanych enzymów powodują brunatną lub białą zgniliznę drewna – tych ostatnich jest znacznie więcej. Grzyby brunatnej zgnilizny rozkładają tylko celulozę i hemicelulozę. Rozkładane przez nie drewno szybko traci swoje właściwości wytrzymałościowe i ulega drastycznemu skurczowi oraz pękaniu w poprzek włókien. W zaawansowanych stadiach drewno zostaje zredukowane do kruchych, brązowych, sześciennych kawałków składających się głównie z lekko zmodyfikowanej ligniny. Grzyby białej zgnilizny rozkładają wszystkie składniki drewna. Początkowo staje się ono gąbczaste, żylaste lub laminowane, zwykle jest białawe i jaśniejsze niż zdrowe drewno, ostatecznie ulega całkowitemu rozkładowi. Rodzaj powodowanej zgnilizny jest skorelowany z morfologią grzybów na poziomie rodzaju i jest cechą o znaczeniu taksonomicznym. W Europie jest 99 gatunków grzybów powodujących brunatną zgniliznę, czyli około 25% ogólnej liczby gatunków poliporoidalnych. Około 60 z nich występuje wyłącznie lub głównie na drzewach iglastych.
Badania archeologiczne wskazują, że polipory występowały już około 300 milionów lat temu w epoce karbonu, czyli w tym czasie, gdy na Ziemi rozpoczął się rozwój drzewiastych nagonasiennych. Przypuszcza się, że polipory brunatnej zgnilizny wyewoluowały kilkakrotnie z grzybów białej zgnilizny, później uległy specjalizacji przystosowując się do rozkładania drewna roślin nagonasiennych. Później, gdy ekosystemy lasów iglastych zostały zepchnięte do strefy umiarkowanej i borealnej, polipory brunatnej zgnilizny musiały ewoluować równolegle lub wyginęły. Według badań obecnie w ekosystemach lasów iglastych mogą one stanowić do 30% objętości gleby w górnych warstwach. Gleby o wysokiej zawartości resztek brunatnej zgnilizny mają znacznie zwiększoną zdolność zatrzymywania wody. Są także głównymi miejscami rozwoju ektomykoryz i niesymbiotycznego wiązania azotu. Ponadto gleby takie charakteryzują się dużą zdolnością do wymiany kationów i korzystnym kwaśnym pH. Pozostałości brunatnej zgnilizny również mają tendencję do poprawiania temperatury gleby. Inaczej jest z poliporami białej zgnilizny; ponieważ rozkładają one całkowicie drewno, jego pozostałości nie stają się trwałymi składnikami gleb leśnych.
Większość gatunków poliporów to grzyby saprotroficzne. Niektóre z nich rozwijają się tylko w martwej twardzieli żywych żywicieli i nie atakują ani nie zabijają zewnętrznych żywych tkanek.
Kilka gatunków należących do rodzajów Albatrellus, Boletopsis i Coltricia wykorzystuje materię organiczną gleby lub ma charakter mykoryzowy. Nieliczna grupa gatunków to grzyby pasożytnicze, mogące zabijać żywe drewno bielaste i mogące powodować śmierć żywych żywicieli. W Europie szczególnie groźnymi pasożytami drzew iglastych wśród poliporów są: korzeniowiec sosnowy (Heterobasidion annosum), pniarek obrzeżony (Fomitopsis pinicola) i czyrogmatwica sosnowa (Porodaedalea pini), zaś na drzewach liściastych czyreń ogniowy (Phellinus igniarius).
Praktycznie każdy ważny gatunek drewna w Europie jest atakowany i niszczony przez co najmniej jeden gatunek polipora, a większość jest żywicielami kilku. Są także ważnymi przyczynami rozkładu drewna w domach i wszelkiego rodzaju innych konstrukcjach, np. słupach energetycznych, palach, balustradach, drewnie kopalnianym itp. Większość z nich to grzyby brunatnej zgnilizny. Szczególnie uciążliwymi w gospodarce człowieka są: niszczyca płotowa (Gloeophyllum sepiarium), jamkokora rzędowa (Neoantrodia serialis), jamkówka żółta (Daedalea xantha), drobnoporek, a wśród grzybów białej zgnilizny wrośniak różnobarwny (Trametes versicolor) i wrośniak szorstki (Trametes hirsuta).
Niektóre polipory są jadalne. Najpopularniejszymi z nich są naziemki (Albatrellus). W Ameryce Północnej tradycyjnie zbiera się i zjada żółciaka siarkowego, jednak w Europie zwyczaj ten nie jest powszechny, ponieważ okazy mogą być toksyczne. Inne gatunki czasami spożywane to wachlarzowiec olbrzymi (Meripilus giganteus), żagwica listkowata (Grifola frondosa) i ozorek dębowy (Fistulina hepatica). W Japonii na dużą skalę uprawia się wachlarzowca olbrzymiego i żagwicę listkowatą, a suszone okazy tych gatunków można kupić w supermarketach.